# 리볼트
《리볼트》(Re-Volt)는 미국의 어클레임 엔터테인먼트(Acclaim Entertainment)가 개발하고 유통했던 RC Car 레이싱 게임이다.
어클레임 엔터테인먼트가 경영난으로 파산하면서 회사가 가지고 있던 모든 게임 및 자산을 매각하게 되었고 이후 2009년 한국 회사인 (주)위고인터랙티브에서 리볼트에 대한 모든 IP 및 권한을 획득하게 되었다.
(주)위고인터랙티브는 현재 리볼트의 새로운 버전 스마트폰 게임, 스마트 TV 게임, 온라인 게임 등을 개발하고 있다.
오픈소스 프로젝트인 "RVGL"이 있다.

## 등장 RC카
- 초반에는 루키급 차량 및 일부 트랙만 이용 가능하며 각 차마다 숨겨진 해금 조건들을 만족하면 하나하나 개방된다. 이 해금 조건들이란 것들을 보면
  - 일반 레이스 모드에서 특정 그룹의 트랙에서 모두 1등을 할 것.
  - 챔피언십의 특정 컵에서 1등을 할 것.
  - 연습 모드에서 특정 그룹의 트랙에서 각 트랙마다 하나씩 숨겨진 별들을 모두 먹을 것.

즉, 모든 트랙에서 1등을 하고 모든 컵에서 다 우승, 그리고 모든 트랙의 모든 별을 먹으면 치트 차량을 제외한 모든 차들을 입수할 수 있는 것이다.

### 루키
루키 등급 RC카들은 모두 처음부터 선택할 수 있으며, 모두 전기 동력을 사용한다.
- RC Bandit
  - 구동 : 4WD
  - 동력 : 전기

장난감 RC 하면 흔히 생각나는 외형을 한 RC카. 의외로 이 게임에는 이렇게 생긴 RC가 이것과 Dust Mite, Evil Weasel 이렇게 세 개밖에 없다.
- Dust Mite
  - 구동 : 4WD
  - 동력 : 전기

이름이 집먼지 진드기이다.
- Phat Slug
  - 구동 : RWD
  - 동력 : 전기

루키 등급에서 가장 무거운 RC카. 게임 전체를 놓고 보면 이것보다 무거운 RC는 Bertha Ballistics와 Rotor밖에 없다. 거기다가 루키 등급 차량들 중에서 혼자만 유난히 크기가 차이난다. 뚱뚱한 외형과는 대조적으로 루키 등급에서 최고속도가 가장 높다. 아마추어 등급까지 놓고 비교해도 이것보다 최고속도가 더 높은 건 Candy Pebbles와 Genghis Kar뿐이다. 그나마 Candy Pebbles의 경우는 이거랑 거의 차이도 없다. 그 대신 가속력이 떨어진다.
- Col. Moss(Colonel Moss)
  - 구동 : 4WD
  - 동력 : 전기

RC 선택화면상에서 보이는 스피드가 루키 등급에서 제일 높은 RC카. 실제 최고속도는 루키 등급에서 2위다.
- Harvester
  - 구동 : 4WD
  - 동력 : 전기

이 게임 전체에서 최고속도가 가장 낮은 RC카.
- Dr. Grudge
  - 구동 : 4WD
  - 동력 : 전기

루키 등급에서 가장 많은 인기를 누렸던 RC카. 가속력이 좋고 커브도 우수하다.
- Volken Turbo
  - 구동 : FWD
  - 동력 : 전기

가속력도, 무게도, 커브도, 최고속도도 보통인 무난한 차량이다.
- Sprinter XL
  - 구동 : 4WD
  - 동력 : 전기

매우 높은 가속력을 가진 RC카. 대신 속도는 이 게임 전체에서 뒤에서 두 번째. R6 Turbo에 이어서 두 번째로 가볍다.

### 아마추어
아마추어 등급부터는 위에서 말한 방법을 써야 선택할 수 있다. 그리고 여기서부터 엔진 동력을 사용하는 차량이 등장하기 시작한다.
- RC San
  - 구동 : 4WD
  - 동력 : 전기
  - 해금방법 : 브론즈 컵 챔피언쉽을 클리어한다.

기분나쁜 무늬와 일본어가 그려진 RC카. 이름부터가 RCさん이다. 가속력은 높은데 최고속도는 아마추어 등급에서 꼴찌로, 루키등급 차량들과 비교해도 좋지 않은 수준이다.
- Candy Pebbles
  - 구동 : RWD
  - 동력 : 전기
  - 해금방법 : 브론즈 컵 챔피언쉽을 클리어한다.

게이 돋는 핑크 RC카. 최고속도는 아마추어 등급에서는 높은 편이지만 커브 능력이 영 좋지 않다.
- Genghis Kar
  - 구동 : 4WD
  - 동력 : 전기
  - 해금방법 : 연습 모드에서 모든 브론즈 컵 트랙들의 별을 얻는다.

아마추어 등급이라고 볼 수 없는 높은 최고속도를 과시하는 RC카. 어드밴스드 등급의 R6 Turbo와 같다. 다만 최고속도에 제대로 도달하지 못하는 가속력이 문제. 이름에서부터 알 수 있겠지만, 칭기즈 칸을 모티브로 한 RC카이다.
- Aquasonic
  - 구동 : RWD
  - 동력 : 엔진
  - 해금방법 : 연습 모드에서 모든 브론즈 컵 트랙들의 별을 얻는다.

- Mouse
  - 구동 : 4WD
  - 동력 : 전기
  - 해금방법 : 싱글 레이스 모드의 모든 브론즈 컵 트랙들에서 1등을 기록한다.

육중한 덩치와 무게를 자랑하는 몬스터트럭 형태의 RC카. 루키 등급의 Phat Slug보다 덩치는 더 크면서 무게는 그보다 약간 가볍고 최고속도도 그보다 좀 낮다. 최고속도만 놓고 보면 루키 등급의 Col. Moss보다 아래다. 대신 덩치에 안 맞게 가속력이 상당하다.

### 어드밴스
가장 무거운 RC카와 가장 가벼운 RC카가 모두 이 등급에 들어가 있다.
- Evil Weasel
  - 구동 : 4WD
  - 동력 : 전기
  - 해금방법 : 실버 컵 챔피언쉽을 클리어한다.

어드밴스드 등급에서 두 번째로 빠른 RC카. 2위라고는 하지만 사실 어드밴스드 RC 중 최고속도 1위인 R6 Turbo와의 차이는 극미한 수준이다. 최고속도만 놓고 보면 프로 등급의 Humma보다 빠르고 커브도 쓸만한 편이지만 별로 좋지 않은 가속력 때문에 실제로 Humma를 상대하는 건 곤란하다.
- Panga TC(Panga Touring Car)
  - 구동 : RWD
  - 동력 : 엔진
  - 해금방법 : 실버 컵 챔피언쉽을 클리어한다.

프로 등급의 Panga의 이미지가 새겨진 RC카. 그 외에는 대단한 특징은 없다.
- R6 Turbo
  - 구동 : FWD
  - 동력 : 엔진
  - 해금방법 : 연습 모드에서 모든 실버 컵 트랙들의 별을 얻는다.

경차 같은 외형을 가진 RC카. 거의가 비슷비슷하게 생긴 엔진RC들 가운데서 이질적인 외형을 가진 두 개 중 하나이다(나머지 하나는 이것보다 훨씬 더 파격적인 Panga). 어드밴스드 등급에서 가장 높은 최고속도를 가졌으며(프로 등급의 Toyeca와 동일한 최고속도), 이 게임에서 정상적으로 선택할 수 있는 RC카 중 가장 가볍다. 물에 뜰 정도.
- NY 54
  - 구동 : RWD
  - 동력 : 엔진
  - 해금방법 : 연습 모드에서 모든 실버 컵 트랙들의 별을 얻는다.

- Bertha Ballistics
  - 구동 : 4WD
  - 동력 : 전기
  - 해금방법 : 싱글 레이스 모드의 모든 실버 컵 트랙들에서 1등을 기록한다.

험비를 연상케 하는 외형을 가진 RC카. Rotor와 더블어 이 게임에 등장하는 RC카 중 가장 무겁다. 육중한 무게 덕분에 물풍선이나 폭죽의 영향도 그만큼 덜 받는다. 어드밴스드 등급에서 최고속도는 가장 낮지만 나머지 면에서는 상당한 수준. 가속력도 결코 낮지 않은 편이다.

### 세미프로
- Pest Control
  - 구동 : RWD
  - 동력 : 엔진
  - 해금방법 : 골드 컵 챔피언쉽을 클리어한다.

세미프로 등급이면서 최고속도가 Cougar에 이어서 2위에 달한다. 대신 가속력이 전체에서 최하급이다.
- Adeon
  - 구동 : 4WD
  - 동력 : 엔진
  - 해금방법 : 골드 컵 챔피언쉽을 클리어한다.

세미프로 등급에서 최고속도가 가장 낮은 RC카. 어드밴스드 등급에서 최고속도가 가장 낮은 Bertha Ballistics보다도 낮다. 그 대신 나머지 면에서는 꽤 우수하다.
- Pole Poz
  - 구동 : 4WD
  - 동력 : 전기
  - 해금방법 : 연습 모드에서 모든 골드 컵 트랙들의 별을 얻는다.

넓게 벌어져 있는 작은 바퀴가 특징적인 RC카. 외형에 걸맞게 커브 능력이 우수하다.
- Zipper
  - 구동 : 4WD
  - 동력 : 엔진
  - 해금방법 : 연습 모드에서 모든 골드 컵 트랙들의 별을 얻는다.

최고속도는 그리 높지 않지만 다른 면에서 우수하여, 실질적으로는 Pest Control보다 프로 등급 RC들과의 경쟁이 수월하다.
- Rotor
  - 구동 : 4WD
  - 동력 : 전기
  - 해금방법 : 싱글 레이스 모드의 모든 골드 컵 트랙들에서 1등을 기록한다.

차체에 비해 매우 우람한 바퀴가 인상적인 RC카. 뒤집혀도 그냥 그대로 달릴 수 있는 유일한 RC카이다. 다만, 뒤집힌 상태로 달리면 스피드가 느려지니 다시 원래대로 돌려서 진행하는 게 좋다. 뒤집혀도 외형이 거의 분간이 안 되는 형태로 만들어져 있는데, 안테나가 아래쪽으로 깔려있으면 뒤집힌 상태이다. 뒤집힌 상태에서도 좌우 조작이 반대로 되지는 않는다. Bertha Ballistics와 함께 이 게임에서 가장 무거운 RC카이기도 하다. 거기다가 최고속도는 프로 등급 RC들과 비교해도 상당히 높은 수준으로, Panga와 똑같다. 대신 가속력은 Panga보다 눈에 띄게 떨어진다. 컴퓨터는 이 RC카를 사용할 수 없다.

### 프로
프로 등급 RC카는 모두 엔진 동력을 사용한다.
- Cougar
  - 구동 : FWD
  - 동력 : 엔진
  - 해금방법 : 플래티넘 컵 챔피언쉽을 클리어한다.

가장 높은 최고속도를 가진 RC카. 대신 가속력이 좀 떨어진다. 커브도 안습.
- Humma
  - 구동 : 4WD
  - 동력 : 엔진
  - 해금방법 : 플래티넘 컵 챔피언쉽을 클리어한다.

가속력이 매우 높은 RC카. 대신 프로 등급에서 최고속도가 가장 낮다.
- AMW
  - 구동 : RWD
  - 동력 : 엔진
  - 해금방법 : 연습 모드에서 모든 플래티넘 컵 트랙들의 별을 얻는다.

높은 최고속도와 가속력을 함께 갖췄지만 무게가 너무 가벼워 힘이 부족한 것이 단점이다. RC 선택화면상에서는 최고속도가 가장 높은 것으로 표기되어 있으나 실제 데이터상으로는 Cougar나 Pest Control보다 최고속도가 낮고, Panga보다도 조금 낮다.
- Toyeca
  - 구동 : 4WD
  - 동력 : 엔진

해금방법 : 연습 모드에서 모든 플래티넘 컵 트랙들의 별을 얻는다.
Humma에서 가속력을 약간 낮추고 그만큼 스피드를 높인 RC카. 멀티플레이에서 유난히 이 RC카의 인기가 많았다.
- Panga
  - 구동 : 4WD
  - 동력 : 엔진
  - 해금방법 : 싱글 레이스 모드의 모든 플래티넘 컵 트랙들에서 1등을 기록한다.

인상을 잔뜩 쓰고 있는 얼굴을 한 판다의 형상을 하고 있는 매우 파격적인 외형의 RC카. 바퀴마다 태극이 새겨져 있고, 덩치가 정말 무식하게 크다. 모든 능력치가 ???로 표시되어 있는데, 실제로 써 보면 모든 면에서 우수한 능력을 보여주는 RC카로, 데이터를 열어보면 외형만큼이나 파격적인 성능을 달고 있다. 프로 등급에서 두 번째, 이 게임 전체에서 Rotor와 함께 세 번째로 높은 최고속도를 자랑하며, 덩치에 안 맞게 가속력도 낮지 않다. 덩치가 큰 만큼 무게도 무거운데, 이만한 덩치에도 불구하고 Bertha Ballistic이나 Rotor보다는 가볍다. 루키 등급의 Phat Slug와 무게가 같다. 머리쪽으로 무게중심이 쏠려 있는 것인지 점프할 때 차가 앞쪽으로 기울어진다. 이 때문에 점프대로 높이 점프했을 때 차가 앞쪽으로 굴러 뒤집히는 일도 자주 일어난다. 그리고 안테나가 없어 폭탄에 걸렸을 때 폭발까지 남은 시간을 알 수가 없다. 컴퓨터는 이 RC카를 사용할 수 없다.

## 아이템
단순히 달리는 것 외에도 아이템을 이용하여 공격 및 방어가 가능하다. 번개 모양을 하고 있는데 먹으면 랜덤으로 아이템을 얻을 수 있다. 아이템 슬롯은 하나다.
- 물풍선: 3발까지 날리는 게 가능하며 넓은 범위에 적은 충격을 준다. 가끔 삑사리가 나면 차 바로 앞에서 터져 지가 맞는다. 안습 위력은 좋지만(제대로 맞으면 차가 하늘을 날아가는 것처럼 보인다.) 폭죽처럼 타겟표시가 없어서 한 10M 이상 거리에서는 안맞는 경우가 태반이니 주의할것. 여담으로 물속에서 이 아이템을 쓰면 그냥 둥둥 떠있는 괴현상을 볼 수 있다.(물론 가까이 가거나 시간이 지나거나 물풍선끼리 부딪치거나 상대가 가까이 있으면 터진다.)

- 폭죽(1발): 물풍선 강화판. 발사할 때 대상 차량에 타겟표시가 뜨는데 이 타켓표시가 녹색에서 빨간색이 되면 발사해줘야 한다. 다만 조준을 잘해야 할 뿐. 카트라이더와는 달리 타겟을 정확이 안맞춰도 나가긴 나간다. 충격량은 강하지만 좀 랜덤하게 날아가는 터라 직진코스같은 곳이 아니면 완전히 록온한 상태에서도 정확히 타격되는 꼴을 잘 못본다. 이것도 역시 삑사리가 나서 차 바로 앞에서 터지는 경우가 있다. 20M 밖의 거리에서는 타겟표시가 생기지 않는다. 다만 직진코스의 경우에는 20M 밖의 거리에서도 가끔 맞고는 한다. 물론 시야에 차가 보이는 정도에 한해서다.

- 폭죽(3발): 위의 폭죽 3개.

- 기름 : 이걸 쓰면 까무잡잡한 검은색 액체가 나오는데 다른 차가 밟으면 미끄러지는 현상이 일어난다. 복잡한 구간이거나 건전지를 먹은 상태에서 밟으면 빡친다. 무조건 지나야 하는 좁은 통로에서 쓰면 확실하다. 더 확실한 방법은 한쪽 바퀴만 걸치게 뿌리는 것으로, 이렇게 당하면 차가 거의 통제가 안 된다. 근데 차가 정지하고 있는 상태에서 쓰면 오히려 자기가 밟게된다. 그러니 달리고 있으면서 잘 뿌리는 것이 승리의 관건.

- 전기 : 차가 푸른빛 전기가 흐르게 되며, 지나가는 차에게 전기를 옮겨 차를 잠시 멈추게 한다.(차가 뒤집혀 지게 하지도 못한다. 즉, 모든 동작 정지) 경우에 따라서 한 번에 6연속으로 감전시키는 것도 가능하다. 어두운 곳에서 쓰면 라이트 효과가 일어난다. 건전지랑 함께 쓴다면 금상첨화. 일단 전기충격을 받은 차는 몇 초간 내성이 생겨서 다시 전기충격을 주더라도 곧바로 뻗어버리지는 않는다.

- 볼링공 : 차의 뒷부분에서 차보다 더 큰 볼링공이 나온다. 터널같은 좁은 곳에서 쓰면 유용하며, 후방카메라를 보면서 뒤에서 추월하려는 적에게 쏴맞춰서 추격을 뿌리치는 용도로도 사용할 수 있다. 무게가 상당해서 제대로 맞추면 상대는 급정지할 수밖에 없다. 좁은 통로에서 사용할 경우, 설치자의 속도를 어느정도 전달받으므로 몇몇 코스에서는 미리 깔아둬야 길목에 제대로 안착시킬 수 있다.

- 건전지 : 차가 주황색으로 빛나며, 속도가 몹시 빨라진다. 요즘 흔히 말하는 부스터랑 흡사하다. 하지만 코너 돌 때 드리프트를 해야 하고, 거리계산도 잘 해야 한다. 이걸 먹은 상태에서 수렁을 밟으면 더 이상의 자세한 설명은 생략한다. 참고로 전기충격에 당했을 때 건전지를 사용하면 전기충격 상태를 지워버리는 숨겨진 능력이 있다. 하지만 전기충격 상태를 지워버림과 동시에 건전지도 증발하므로 웬만하면 충격이 다 끝난 후에 건전지를 쓰는게 더 낫다.

- 파동탄 : 충격파를 유발시키는 구체를 발사해 앞에 가는 차들을 뒤집어 버린다. 제대로 맞으면 충격량이 최고급이며, 발광성이 있고, 꽤 멀리까지 나가는 강력한 무기. 그런데 너무 강력해서 간혹 회전만 하지 안 뒤집히는 경우가 있으며, 더 이상 지나갈 수 없는 벽에 부딪히면 사라지는 단점이 있다.

- 별 : 킹왕짱 레어템이다. 레어템답게 능력도 사기다. 전 맵에 번개효과를 미치며, 위에서 말한 전기의 효과를 모든 차에게 즉시 발생시킨다. 그냥 달릴때보다 꼴찌로 달릴 때 낮은 확률로 출현. 맵의 특정 위치에 무조건 이 아이템을 습득할 수 있는 별 모양 아이템이 있다. 스턴트 모드와 프랙티스 모드에서는 이것을 모으는 것이 목표로서, 스턴트 모드에서 모든 별을 열면 태엽 차량 물량 레이스 모드 "Clockwork Carnage"를 열 수 있고, 각 코스의 프랙티스 모드에서 이것을 회수해 놓으면 일부 차량들을 해금할 수 있다. 참고로 토이타닉 1 트랙을 선택하면 별이 아이템 슬롯에 들어있는 채로 시작한다.

- 폭탄 : 걸리면 얄짤없이 자동으로 발동된다. 이게 걸리면 자신의 차량이 검게되며 말 그대로 달리는 "폭탄"이 된다. 안테나 부분이 심지가 되어 타들어가다가 정해진 시간이 되면 폭발한다. 다른 차량과 부딪하면 폭탄이 그 차량에게로 옮겨가는데, 시간은 그대로라서 늦게 전달 받을수록 위험하다. 폭탄이 걸렸을 때 부비트랩이 앞에 있다면 기꺼이 돌진하도록 하자. 부비폭탄을 맞으면 폭탄도 풀리게 된다. 물론 주위에 다른 차량이나 그 흔하디 흔한 부비트랩조차 없다면 그냥 달리다 터져야 한다. 하지만 그냥 로켓보다 조금 더한 충격량으로, 적절한 컨트롤을 통해 피해를 줄이거나 안 뒤집힐 수도 있는 그저 그런 벌칙아이템. 폭발할 때 튀어오르는 것을 이용해 로켓 점프처럼 높은 지형으로 올라갈 수도 있지만 애초에 높은 곳에 폭발해가며 올라갈 필요가 없기 때문에 필요는 없다. 심지가 다 타들어가면 차가 주황색이 일렁이며 터지게 된다.

- 부비트랩: 이 아이템을 쓰면 일반 아이템과 거의 똑같은 모습의 함정카드지뢰가 나오는데, 이걸 자동차가 먹으면 그 자리에서 터진다. 이걸 먹은 상태에서 앞에 가는 차량을 추월하고 쓰거나, 일반 아이템이 리스폰되는 지역과 겹치게 놓거나, 볼링공처럼 막 따라붙는 상대편 뒤에 이걸 써 주면 더 이상의 자세한 설명은 생략한다. 물론 일반 아이템과 구분은 가능하다. 트랙을 달리다가 뭔가 어색하거나 아이템 2개가 겹쳐있는 경우엔 99.9% 부비트랩이다. 보통 아이템 리스폰 위치 정도는 다들 숙지하고 있기 때문에, 속이는 용도로는 거의 쓸 수 없다. (다만 원래 아이템이 있던 자리같은 곳에 설치하면 맞는 경우도 많다.) 단, 좁은 통로 입구에다 써놓은 건 눈뜨고 당해야 한다.